# Конаковский фаянсовый завод
Конако́вский фая́нсовый заво́д — одно из старейших предприятий фарфоро-фаянсовой промышленности России, основанное в 1809 году Ф.-Х. Бриннером в селе Кузнецово Тверской губернии (ныне — г. Конаково Тверской области).

## История

### Начало деятельности
Сначала дела завода пошли в гору, он славился своей высококачественной продукцией. Вскоре его выкупил аптекарь А. Я. Ауэрбах (1796—1846). Фабрика стала получать заказы императорской фамилии. После смерти А. Я. Ауэрбаха, его наследники не смогли вести дела фирмы удачно. Они попытались модернизировать производство, вложили в это большие деньги и прогорели.

### Новый владелец
В 1870 году завод со всеми его долгами выкупил предприниматель и заводчик Матвей Кузнецов, который также занимался фарфоровым производством. Фамилия Кузнецова случайно совпала с названием села, полученным задолго до появления фаянсового завода по имевшимся там кузнечным мастерским. В 1889 году завод вошёл в «Товарищество производства фарфоровых и фаянсовых изделий М. С. Кузнецова». Ассортимент стремительно расширялся, завод стал производить помимо фарфора ещё фаянс и майолику. Продукция была самой разнообразной: от сантехники до сервизов. Кузнецовский фарфор стал знаком качества.

### После революции
После революции завод был национализирован и получил название Государственной фаянсовой фабрики. 8 сентября 1923 года заводу присваивается имя М. И. Калинина. Фабрика стала именоваться «Тверская фарфорофаянсовая фабрика имени М. И. Калинина в Кузнецове». В 1929 году по просьбам трудящихся село Кузнецово переименовывают в Конаково в честь участника Первой русской революции и бывшего работника завода Порфирия Петровича Конакова. После 1937 года фабрика называлась «Конаковский фаянсовый завод имени М. Калинина».
До 1929 года на заводе выпускался не только фаянс, но и фарфор. В 1920-е годы на заводе производились изделия по формам, использовавшимся до революции.
В конце 1920-х годов на заводе начали производить предметы из фаянса на советскую агитационную тематику. Одним из первых таких предметов стал курительный прибор в виде красноармейца.
В 1930-е годы на фабрике была выпущена серия из трёх декоративных блюд, посвященных перелёту «Москва — Северный полюс — Ванкувер», который в 1937 году совершили лётчики Георгий Байдуков, Александр Беляков и Валерий Чкалов. Автором эскиза стал художник М. Овчинников, рисунок наносился аэрографом по трафарету. Большую роль в становлении агитационного стиля в фаянса стал художник и скульптор Исидор Фрих-Хар. До поступления на работу на конаковский завод Фрих-Хар экспериментировал с другими материалами: деревом, металлом, камнем и керамикой. Со второй половины 1920-х годов его главным материалом стал фаянс.
В 1930-е годы массово производились кувшины «Трактористка». Выпускались тематические скульптуры «Пионерка, кормящая кур», «Девушка и красноармеец», «Сидящий матрос». Помимо тиражной продукции, на фабрике выпускались и выставочные произведения: барельеф «Перед Ленским расстрелом», многофигурная композиция «На южном фронте. Перед наступлением». Оба предмета находятся в Государственной Третьяковской Галерее.
В 1930-е годы в ассортимент завода начали вводить актуальные предметы. Одним из таких художников стала керамистка С. Б. Прессман, окончившая ВХУТЕИН. Она проработала на заводе три года. За это время она изготовила тиражные скульптуры «Ликбез» и «Первое радио».
Помимо предметов, носящих исключительно декоративные цели, выпускались футляры для радио. На одном из таких экземпляров расположены представители разных народностей в наушниках. На других — сюжет, на котором на фоне заводских труб девушка учит маленького ребёнка азбуке.
В 1934 при заводе была открыта художественная лаборатория, которую возглавил И. Г. Фрих-Хар. Костяк коллектива лаборатории составили художники, получившие образование еще в дореволюционной России: И. С. Ефимов, В. А. Фаворский, И. М. Чайков, С. Д. Лебедева. В состав лаборатории вошли выпускники ВХУТЕМАСа А. Е. Зеленский и И. Л. Слоним, а также выпускница Киевского художественного института М. П. Холодная, В. А. Бесперстова, окончившая ленинградскую Академию художеств. По приглашению И. Г. Фрих-Хара приезжает на завод и создаёт художественную лабораторию В. Г. Филянская. Большая часть сотрудников не имела опыта работы с керамикой. Коллектив подготовил большое количество эскизов рисунков посуды, которые наносились с помощью аэрографа. Из-за особенностей нанесения рисунки не отличались богатством палитры, некоторые изображения были монохромными.
Наиболее яркие произведения лаборатории — «Эпроновец» И. Чайкова и «Телятница» М. Холодной, напоминающая скульптуру «Баскетболистка» Н. Данько.
Работа художественной лаборатории привела к замещению предметов, изготавливавшихся по формам «кузнецовского» периода предметами, затрагивающими современную и злободневную тематику.
В 1936 году в Конаково был приглашен художник Т. З. Подрябинников. На заводе он изучил технику нанесения печати на фаянс. По его эскизам был изготовлен сервиз «Волга-Волга». Также он оформил предметы к ВСХВ 1939 года.
В 1941 году на завод пришёл скульптор Г. Я. Альтман, а в 1951 году — Е. М. Гуревич. В 1950—1960-х годах ведущими художниками завода были И. В. Васильев, О. Г. Белова, Г. Г. Вебер, О. П. Гагнидзе, Г. М. Садников, В. А. Сергеев. Они выработали единый стиль изделий завода с яркой жизнерадостной росписью.
Продукция завода экспортировалась за рубеж. В 1971 году объём производства составлял 92,6 млн штук изделий в год. Продукция завода была удостоена серебряной медалью на Всемирной выставке в Брюсселе (1958) и золотой медалью на Всемирной выставке керамики в Праге (1962). В 1971 году завод был награждён орденом Трудового Красного Знамени.

## Завод сегодня
В настоящее время[когда?] завод признан банкротом. Завод заброшен. На базе художественной лаборатории завода работает компания «Конаковский Фаянс».[значимость факта?]